# Streets of Kamurocho
Streets of Kamurocho es uno de los cuatro videojuegos que lanzó Sega de manera gratuita por su 60.º aniversario, siendo los otros tres Armor of Heroes, Endless Zone y Golden Axed. 
Creado por Empty Clip Studios y Ryu Ga Gotoku Studio y publicado por Sega, este crossover combina los personajes y momentos de la serie Yakuza con la jugabilidad beat ´em up de Streets of Rage 2, siendo lanzado el 17 de octubre de 2020 a través de Steam.

## Elementos de cada saga
Al basarse en la saga Yakuza, además de estar protagonizado por Kazuma Kiryu, Goro Majima e Ichiban Kasuga toma en cuenta hechos sucedidos en Yakuza y Yakuza Kiwami: la muerte del tercer presidente del Clan Tojo, Masaru Sera, y los enfrentamientos contra Lau Ka Long, Koji Shindo y Akira Nishikiwama, el cual vuelve a ser el jefe final.
Por el lado de Streets of Rage 2 se rediseñaron con la estética de Yakuza 3 enemigos, 1 mini-boss, 2 bosses finales y un protagonista, siendo estos Galsia, Signal, Donovan, Jack, Electra, Barbon y Axel Stone respectivamente.

## Jugabilidad
El juego es un loop de unos 20 minutos de duración que se reinicia cada vez que acabas con el jefe final y que aumenta su dificultad en cada reinicio, finalizando únicamente cuando el jugador cae derrotado.
El único nivel que hay se trata del primer nivel de Streets of Rage 2, siendo sustituida la ubicación por el trayecto que empieza en la entrada principal de Kamurocho y acaba en el callejón trasero del bar Bantam y los enemigos por la mafia china, matones, yakuzas y tres bosses de la saga.
Los personajes seleccionables son Kazuma Kiryu y Goro Majima, con la opción de desbloquear a Ichiban Kasuga al completar al menos una vez el juego. Todos ellos tienen el mismo moveset, basado en el de Axel Stone.

## Protagonistas
- Kazuma Kiryu (Axel Stone´s)
- Goro Majima (Axel Stone´s)
- Ichiban Kasuga (Axel Stone´s)

## Enemigos
- Mafioso Chino Lee / Mafia China Chen / Punk Kinoshita / Punt Kaneko (Galsia)
- Matón Yamada / Matón Sato / Yakuza Takada / Yakuza Yamamoto (Signal)
- Mafioso Chino Wang / Mafioso Lui / Yakuza Watanabe / Yakuza Hoshi (Donovan)
- Lau Ka Long (Jack)
- Koji Shindo (Electra)
- Akira Nishikiyama (Barbón)